# Hökolsberget

Hökolsberget är ett berg i Rättviks kommun på var sluttning naturområdet Dalen - Hökolsberget återfinns.
Naturområdet är klassificerat som skog med höga naturvärden av Skogsvårdsstyrelsen[källa behövs]. Delar av granskogen uppe på berget är biotopskyddad. Området är skyddat från avverkning. 
Från byn Lerdal i Rättviks kommun går flera stigar in i området